# Třída Pathfinder
Třída Pathfinder byla třída lehkých křižníků Royal Navy. Celkem byly postaveny dvě jednotky této třídy. Ve službě byly v letech 1905–1921. Účastnily se první světové války, přičemž jeden byl ve válce potopen. Jednalo se o menší lodi označované jako Scouts. Měly sloužit jako vůdčí lodi torpédoborců.

## Stavba
Britská admiralita objednala stavbu osmi malých průzkumných křižníků, které měly v boji podporovat britské torpédoborce. Zakázka byla rozdělena mezi čtyři loděnice, takže vznikly čtyři třídy křižníků po dvou jednotkách. Jednalo se o třídy Adventure, Forward, Pathfinder a Sentinel. Dvě jednotky třídy Pathfinder postavila v letech 1903–1905 loděnice Cammell Laird v Birkenheadu.
Jednotky třídy Pathfinder:
| Jméno      | Loděnice                  | Založení kýlu  | Spuštěna          | Vstup do služby   | Poznámka                                          |
| ---------- | ------------------------- | -------------- | ----------------- | ----------------- | ------------------------------------------------- |
| Pathfinder | Cammell Laird, Birkenhead | 15. srpna 1903 | 16. července 1904 | 18. července 1905 | Dne 5. září 1914 potopen německou ponorkou SM-21. |
| Patrol     | Cammell Laird, Birkenhead | 31. října 1903 | 13. října 1904    | 26. září 1905     | Prodán do šrotu 1920.                             |

## Konstrukce
Křižníky chránilo lehké pancéřování. Po dokončení nesly deset 76mm kanónů, osm 47mm kanónů a dva 457mm torpédomety. Pohonný systém tvořilo dvanáct kotlů Laird-Normand a dva parní stroje s trojnásobnou expanzí o výkonu 16 500 ihp, pohánějící dva lodní šrouby. Nejvyšší rychlost dosahovala 25 uzlů. Dosah byl 3000 námořních mil.

### Modifikace
Křižníky byly po dokončení kritizovány kvůli příliš slabé výzbroji. Nejprve byla jejich hlavní výzbroj posílena o dva 76mm kanóny a všechny 47mm kanóny nahradilo šest kusů ráže 57 mm. V letech 1911–1912 byla instalována nová výzbroj devíti 102mm kanónů.

## Osudy

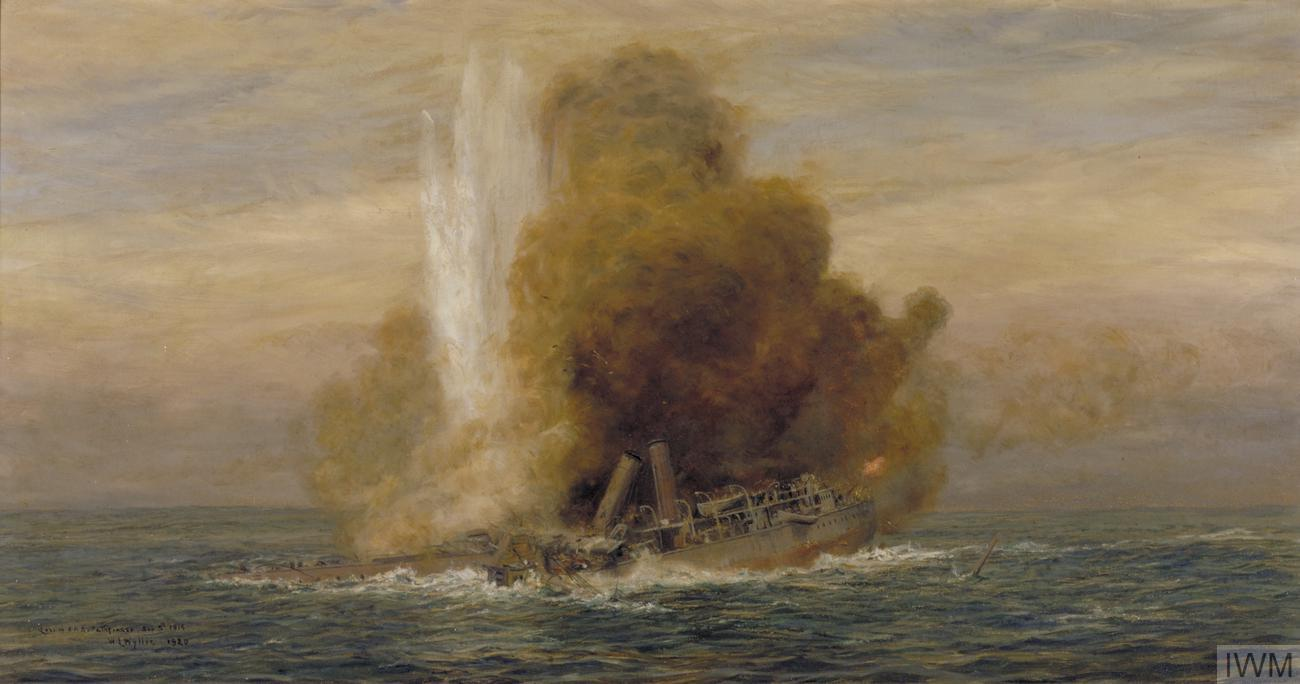
Malba s motivem zániku křižníku HMS Pathfinder

Obě lodi byly v aktivní službě v době první světové války. Na jejím počátku byly součástí hlídkových sil kontradmirála George A. Ballarda. Pathfinder byl vůdčí lodí 8. flotily torpédoborců a Patrol vedl 9. flotilu torpédoborců. Pathfinder však byl už 5. září 1915 potopen v zálivu Firth of Forth německou ponorkou U 21.
Při německém ostřelování Scarborough, Hartlepoolu a Whitby dne 16. prosince 1914 byly křižníky Patrol, Forward a ponorka C 9 zaskočeny v přístavu Hartlepool dvěma bitevními a jedním obrněným křižníkem. Všem lodím se podařilo uniknout na moře, Patrol ale byl poškozen. Čtyři muži padli a sedm bylo raněno. Patrol válku přečkal a v roce 1920 byl prodán do šrotu.